# Valdezorras
Valdezorras, o Vereda de Valdezorras,  es un barrio perteneciente a la Zona Norte. Se encuentra en la periferia del núcleo urbano principal de la ciudad de Sevilla, en la comunidad autónoma de Andalucía, España.

## Historia
La zona empezó a poblarse en 1940 por las familias de los presos políticos de la dictadura franquista que construían el canal del Bajo Guadalquivir, conocido popularmente como Canal de los Presos. En 1968 se inauguró la parroquia de Nuestra Señora de las Veredas, en una barriada conocida como Barrio Alto de Valdezorras. En 1971 el obispo auxiliar doctor Montero bendijo la imagen de Nuestra Señora de las Veredas de dicha parroquia.
En marzo de 1969 el gobernador civil anunció plan para acabar con los asentamientos chabolistas del entorno con una iniciativa estatal y privada. Ese mismo año se creó el Patronato Vereda, una organización que, por "fraternidad" cristiana y por el populorum progressio, tenía el fin de mejorar las condiciones de vida de los habitantes del en torno al que prestaba servicio la parroquia de Nuestra Señora de las Veredas.
Originalmente, el patronato contaba con la finca del Judío, donada por el conde de Gálvez, y las aportaciones de los socios fundadores. El presidente de honor de la junta del patronato era Luis Alarcón de la Lastra, conde Gálvez. El patronato propuso la creación de escuelas, un salón de actos y viviendas nuevas. No obstante, no se limitó a las infraestructuras, ya que también subvencionaba la compra de libros de texto, realizaba actividades sociales y daba ayudas económicas. El alumbrado público fue colocado por el ayuntamiento en febrero de 1972. No obstante, ese año el barrio seguía sin acometida de aguas. Los vecinos hacían cola en un camión cisterna con cubos y cántaros para suministrarse de agua para el uso diario. Ese mismo año el Consejo de Administración de Aguas presupuestó la acometida. Las tuberías se pusieron a lo largo de los años 70. En 1983, aunque la mayoría de las casas se habían hecho clandestinamente a lo largo del siglo, ya tenían todas agua y luz. Curiosamente, aunque no había vigilancia de la policía municipal, jamás tuvo problemas de seguridad ciudadana.
A partir de los años 80 se crearon urbanizaciones que ofrecían una nueva forma de hábitat entre lo urbano y lo rural.

## Situación, estructura y población
En la segunda mitad del siglo XX era un conjunto de núcleos de edificación y de viviendas aisladas estructurados en torno a la Carretera de Brenes, la prolongación de la avenida Miraflores, y antiguas veredas de carne existentes en el área norte de Sevilla.
La parroquia de Nuestra Señora de las Veredas (creada en 1968) prestaba servicio a la vereda de Valdezorras, a su Barrio Alto, a Charco Redondo, al Aeropuerto Viejo y a las Casillas.
Valdezorras es un barrio sevillano ultraperiférico, ubicado al nordeste respecto del centro de la ciudad y próximo al aeropuerto de Sevilla y a otras barriadas similares como el Parque de Alcosa, dentro del distrito Macarena Norte. Está a 23 m de altitud. Está dividido en 2 secciones y formado por 63 calles, la mayoría de las cuales tienen nombres de animales: Albatros, Antílope, Ciervo, Conejo y otros.
Consta también de un colegio, SAFA Patronato Vereda, con docencia de primaria y secundaria.
Según los datos censales del Ayuntamiento de Sevilla, la población del barrio de Valdezorras está próxima a las 2.827 personas. Su densidad de población es de las más bajas de entre los barrios sevillanos. Cuenta con un centro de salud.

## Población según el INE, y su evolución
El Instituto Nacional de Estadística (INE) emplea una división administrativa diferente a la del Ayuntamiento de Sevilla, y atribuye a Valdezorras una población de 9527 habitantes (INE) en el año 2012. La evolución de la población fue la siguiente:
| Gráfica de evolución demográfica de Valdezorras entre 2000 y 2012 |
|                                                                   |
| Datos según el nomenclátor publicado por el INE.                  |

Su población está compuesta por familias sevillanas obreras. 